# Jaczowice
Jaczowice (deutsch Jazowitz, auch Jatzdorf) ist ein Ort in der Stadt- und Landgemeinde Jaczowice im Powiat Opolski der Woiwodschaft Opole in Polen.

## Geographie
Jaczowice liegt etwa fünf Kilometer südwestlich von Niemodlin (Falkenberg) und dreißig Kilometer südwestlich von Opole (Oppeln) in der Nizina Śląska (Schlesische Tiefebene). Das Dorf liegt an der Landesstraße Droga krajowa 46 sowie an der Woiwodschaftsstraße Droga wojewódzka 385.
Östlich von Jaczowice liegt das Arboretum Lipno.
Nachbarorte sind Brzęczkowice (Springsdorf) im Norden, Lipno (Lippen) im Osten und Jakubowice (Jakobsdorf) im Südosten.

## Geschichte
In dem Werk  Liber fundationis episcopatus Vratislaviensis aus den Jahren 1295–1305 wird der Ort erstmals als Jazowitz erwähnt. 1534 wird der Ort nochmals als Jazowitz erwähnt.
Nach dem Ersten Schlesischen Krieg 1742 fiel Jatzdorf mit dem größten Teil Schlesiens an Preußen. 1788 wurde eine katholische Schule im Ort eingerichtet.
Nach der Neuorganisation der Provinz Schlesien gehörte die Landgemeinde Jatzdorf ab 1817 zum Landkreis Falkenberg O.S. im Regierungsbezirk Oppeln. 1845 bestanden im Ort eine katholische Schule sowie weitere 41 Häuser. Im gleichen Jahr lebten in Jatzdorf 213 Menschen, davon 58 evangelisch. 1855 lebten 227 Menschen im Ort. 1865 zählte das Dorf einen Schulzenhof, neun Bauern-, elf Gärtner- und drei Häuslerstellen. Die Schule wurde im gleichen Jahre von 70 Schülern besucht. 1874 wurde der Amtsbezirk Schloss Falkenberg gegründet, welcher aus den Landgemeinden Gnichwitz, Jatzdorf, Lippen, Petersdorf, Roßdorf, Scheppanowitz, Springsdorf und Weschelle und den Gutsbezirken Gnichwitz, Falkenberg, Schloß, Jatzdorf, Lippen, Petersdorf, Roßdorf, Scheppanowitz, Springsdorf und Weschelle bestand. 1885 zählte Jatzdorf 231 Einwohner.
1933 lebten in Jatzdorf 197 Menschen. Im Jahr 1939 zählte das Dorf 181 Einwohner. Bis Kriegsende 1945 gehörte der Ort zum Landkreis Falkenberg O.S.
1945 kam der bisher deutsche Ort unter polnische Verwaltung und wurde in Jaczowice umbenannt. Am 23. September wurden die Dorfbewohner in das Internierungslager Lamsdorf gebracht. 20 Bewohner des Dorfes ließen hier ihr Leben. Im Juni 1946 wurde die gesamt Dorfbevölkerung vertrieben. 1950 kam Jaczowice zur Woiwodschaft Oppeln. 1999 kam der Ort als Teil der Gmina Niemodlin zum wiedergegründeten Powiat Opolski.

## Sehenswürdigkeiten
- Wegekapelle an der ul. Jaczowice in der Höhe des Hauses Nr. 12
- Wegekreuz an der ul. Jaczowice in der Höhe des Hauses Nr. 10